# Zenit (tidskrift)
För kulturtidskriften som grundades 2004, se Zenit (kulturtidskrift)
Zenit var en självständig nordisk socialistisk tidskrift som gavs ut 1957–1997 som ett forum för vänsterintellektuell debatt. 
Zenit utgavs ursprungligen i Stockholm av Syndikalistiska ungdomsförbundet 1957 till 1961, var oberoende 1962 till 1965, var organ för ungdomsförbundet Syndikalistiska Grupprörelsen 1965 till 1966 och var åter oberoende från 1967. Redaktionen var från 1970 placerad i Malmö och från 1973 intill nedläggningen i Lund. En motsvarande tidskrift i Storbritannien är New Left Review.
Man startade också förlagsverksamhet och utgav under åren 1968–1982 böcker i serierna Zenitserien (Bo Cavefors förlag), TemaTeori (Rabén & Sjögren), Zenit Häften och Zenit förlag. Böckerna distribueras numera genom Arkiv förlag.